# 胡国珍墓
胡国珍墓，位于中国甘肃省镇原县，为一个省级文物保护单位，类型为古墓葬。
胡国珍墓的历史年代为北魏。